# Hey, Class President!
Hey, Class President! (яп. 生徒会長に忠告 Seitokaichou ni Chukoku, рус. «Эй, школьный президент!») — яой-манга японского автора Каори Монти (яп. 門地かおり), выходившая в журнале Dear+ издательства Shinshokan. На сегодняшний день манга насчитывает восемь томов, первый из которых был опубликован в сентябре 2005 года. В США Seitokaichou ni Chukoku лицензирована компанией 801 Media под названием Hey, Class President!, первые два тома в английском переводе вышли весной 2009. Манга также лицензирована в Германии издательством Egmont Manga and Anime (под названием «Highschool Love»). В 2008 году было заявлено о выпуске аниме по мотивам данной работы. OVA, снятая на студии Prime Time (торговая марка ANIK), вышла в ноябре 2009 года.

## Сюжет
История посвящена взаимоотношениям двух школьников: президента школьного совета Кокусая и спортсмена Тиги. В основном парни пересекаются на занятия дзюдо, на одном из которых до Тиги доходит слух о домогательствах вице-президента к Кокусаю, Тига возмущен данным обстоятельством. Одновременно встает вопрос о назначении нового вице-президента. В результате именно Тига и становится новым вице-президентом (по просьбе Кокусая).
Ребят сближает и ещё одно обстоятельство: столкнувшись в метро с Кокусаем, Тига замечает, что к парню постоянно пристают. Он решает защищать президента, параллельно поставив цель выяснить в чём причина постоянных «посягательств» на Кокусая. В итоге Тига понимает, что Кокусай обладает невероятной притягательностью, которая не дает ему оторвать от парня взор.

## Аниме
Премьера аниме (в двух частях) состоялась осень 2009. Режиссёром стал Кэйдзи Кавакубо (川久保圭史), сценаристом выступил Юу Коисикава (川小石川由宇), производство студии Prime Time

## Роли озвучивали
- Косукэ Ториуми — Юузо Кокусай (国斉 裕三)
- Томокадзу Сугита — Ясухиро Тига (知賀 泰広)
- Дайсукэ Кисио — Масаси Кондо (近藤 武蔵)
- Такэхито Коясу — Наоко Акуцу (阿久 津直也)

## Критика
Манга была отмечена критиками из-за своей откровенности, в частности, Рейчел Бентхам, рецензент ActiveAnime, отметила «летящую рисовку» мангаки, а эротические сцены во втором томе назвала самыми подробными из когда-либо встречавшихся ей
Лерой Дурессо (ComicBookBin) описал историю как «лихорадочный сон о желаниях» («fever dream of want»), заметив, что в продолжении истории тема страсти отходит на второй план.
Дэниэл Ли (Comic Book Resources) признался, что испытал истинное наслаждение от наблюдения за попытками героев проникнуться симпатией друг к другу не только на телесном, но и на духовном уровне («stumbling attempts to connect on a deeper level»).